# 건담 유니버스
건담 유니버스(영어: Gundam Universe, 일본어: ガンダムユニバース)은 2015년 1월 17일부터 반다이(발매 초기에는 반다이 콜렉터즈 사업부, 2018년 4월 1일부터 반다이 스피리츠가 계승)가 발매하고 있는 도장이 끝난 완성품 액션 피규어 제품군(群)이다. 40년 이상의 역사를 자랑하는 "건담"을 모티브로 한, 세계 표준 6인치 사이즈 포멧의 액션 피규어 시리즈이다. 심플한 구조로 가지고 놀기 좋고, 샤프한 실루엣 어레인지가 특징이다.

## 같이 보기
- 로봇혼
- 메탈로봇혼
- 메탈빌드
- 넥스엣지 스타일
- 건담 픽스 피규레이션 메탈 콤포지트